# BiND for WebLiFE
BiND for WebLiFE（バインド・フォー・ウェブライフ）はデジタルステージが開発している、コンテンツ管理システム (CMS)により近い操作感で、デザイン性とウェブ標準を特徴としたWebオーサリングツールである。

## 概要
従来のWebオーサリングツールと異なる点は、ブラウザの互換性がソフト側で保証されているということ。そしてグッドデザイン賞でも評価されているデザイン性である。ページを構成するパーツをブロック単位で扱うやりかたはCMS的で、競合する他社製品より洗練されている。「おまかせ機能」を使えば、一瞬でサイトが完成する仕組みも搭載している。また独自タグの挿入など拡張性もあり、Ajax、Flashなどに対応している。また、Flashの作成自体は、姉妹ソフトのID for WebLiFEとの連携機能で実現される。
2008年9月には、タイトルデザインを主な目的とした専用の画像編集ソフトウェアSiGN for WebLiFE miniがバンドルされたバージョン2.0がリリースされた。

## リリース履歴
- 2007年9月14日 - バージョン1.0リリース
- 2008年9月 - バージョン2.0リリース
- 2009年4月中旬 - バージョン2.5リリース
- 2009年9月下旬 - バージョン3.0リリース
- 2010年4月9日 - バージョン3.5リリース
- 2010年9月17日 - バージョン4.0リリース
- 2011年9月2日 - バージョン5.0リリース